# Larentia baliata
Larentia baliata är en fjärilsart som beskrevs av Herrich-Schäffer 1870. Larentia baliata ingår i släktet Larentia och familjen mätare. Inga underarter finns listade i Catalogue of Life.